# Expo 2025
Expo 2025 (japonsky 2025年日本国際博覧会) je světová výstava, která se koná v roce 2025 v Ósace v Japonsku, konkrétně od 13. dubna 2025 do 13. října 2025. Titul pořadatele udělil Ósace Mezinárodní úřad pro výstavnictví 23. listopadu roku 2018 na zasedání v Paříži. Japonsko si vybralo téma „Designing Future Society for Our Lives“, což znamená v překladu „Navrhujeme společnost budoucnosti pro naše životy“. Výstava se koná na umělém ostrově a zaměřuje se na to, jak lze využívat roboty a umělou inteligenci pro veřejné blaho. Jde o druhou světovou výstavu pořádanou v Ósace. První se zde konala v roce 1970. Celkem se výstavy v roce 2025 účastní 161 zemí a je očekáváno až 30 milionů návštěvníků.   Z nestátních organizací mají na Expo 2025 své dny též Evropská unie, Mezinárodní hnutí Červeného kříže a Červeného půlměsíce, ITER, ASEAN, Organizace spojených národů, ISTC (International Science and Technology Center).

## Soutěž pořadatelů
Následující města podala žádost pro pořádání EXPO 2025:
- Baku, Ázerbájdžán
- Ósaka, Japonsko
- Jekatěrinburg, Rusko

Zrušené nabídky:
- Paříž, Francie

V prvním kole hlasování udělili 85 hlasů Ósace, 48 hlasů Jekatěrinburgu a 23 hlasů Baku. To znamenalo, že Baku bylo vyloučeno a ve druhém kole hlasování získala 92 hlasů Osaka a 61 Jekatěrinburg.

## Národní dny
Český národní den se konal 24. července. Stalo se tak přesně 165 let od narození světoznámého malíře Alfonse Muchy. Národní den probíhal v National Day Hall "Ray Garden" a rovněž v českém pavilonu. Účastnili se ho prezident Petr Pavel a japonská princezna Takamado.